# Johann Beppler
Johann Beppler, auch Jean Beppler (* 27. Dezember 1876 in Zwingenberg (Bergstraße); † 18. September 1940 in Königstein im Taunus) war ein deutscher Beigeordneter und Mitglied des Provinziallandtages der Provinz Hessen-Nassau.

## Leben
Nach seiner Schulausbildung absolvierte Johann Beppler eine Drucker- und Schriftsetzerlehre in einer Zwingenberger Zeitungsdruckerei und übernahm im Jahre 1900, nachdem er als Angestellter einer Druckerei in Königstein tätig gewesen war, einen Druckereibetrieb mit Buch- und Schreibwarenhandlung.
Von 1916 bis 1918 musste er Kriegsdienst leisten und in dessen Folge wurde sein Betrieb geschlossen.
Nach dem Krieg war er zunächst als Maschinenmeister in der Druckerei der Farbwerke Hoechst beschäftigt, als er 1920 seinen Druckereibetrieb wieder eröffnete. 
Er betätigte sich politisch, wurde Mitglied der Zentrumspartei und 1923 Schöffe im Königsteiner Magistrat. Von 1926 an fungierte er als Erster Beigeordneter. 1929 wurde er wiedergewählt.
Von 1926 bis 1929 hatte er Mandat für den nassauischen Kommunallandtag bzw. für den Provinziallandtag der Provinz Hessen-Nassau.
1902 verfasste und veröffentlichte er den  Führer durch Königstein im Taunus und seine nähre Umgebung.